# Bröderna Nilsson Delikatesser
Bröderna Nilsson Delikatesser Aktiebolag är ett familjeägt charkuteriföretag i Göteborg. Företaget grundades 1928 av Erik och Nils Nilsson.
I de egna industrilokalerna på Hisingen tillverkar man framför allt rostbiff och olika sorters skinka. 
Produkterna säljs i hela stycken för skivning i delikatessdisk samt färdigförpackade. Sortimentet distribueras till butiker i hela Sverige via Ica och Axfood, Coop samt City Gross. Under 2014 har företaget även börjat att exportera charkvaror till Tyskland och Österrike . 
År 2004 och 2006 vann man "Guld Svensk Mästare" i Chark-SM bland annat för produkterna "Gourmetskinka med pepparsmak" och "Grillad rostbiff". 
Företaget har blivit uppmärksammat för sin traditionella tillverkning av charkprodukter utan E-nummer.